# Zubří (ort i Tjeckien, Vysočina)
Zubří är en ort i Tjeckien.   Den ligger i regionen Vysočina, i den centrala delen av landet, 140 km öster om huvudstaden Prag. Zubří ligger 666 meter över havet och antalet invånare är 381.
Terrängen runt Zubří är platt åt sydväst, men åt nordost är den kuperad. Runt Zubří är det ganska tätbefolkat, med 100 invånare per kvadratkilometer. Närmaste större samhälle är Nové Město na Moravě, 3,7 km väster om Zubří. Trakten runt Zubří består till största delen av jordbruksmark.